# كايرا زابجي
كايرا زابجي (بالتركية: Kayra Zabcı)‏ هي ممثلة تركية ولدت في 21 اغسطس 2001 في اسطنبول في تركيا، اشتهرت بدورها في شخصية أويا في مسلسل أمي العزيزة واشتهرت أيضًا في المسلسل التاريخي التركي ألب أرسلان: السلجوقي العظيم بدور سفرية خاتون.

## البداية
ولدت كايرا زابجي في 21 أغسطس 2001 في إسطنبول، تركيا. التحقت بالمدرسة الثانوية في جامعة معمار سنان للفنون الجميلة وهي حاليًا طالبة في قسم التمثيل في معهد كونسرفتوار جامعة إسطنبول.

## حياة مهنية
بدأت كايرا زابجي التمثيل في سن الثانية عشرة. فازت بالمركز الأول في مسابقات أفضل نموذج طفل في تركيا لعام 2013 وأفضل نموذج طفل في العالم. ظهرت في العديد من العروض ومثَّلت دور البطولة في الموسم الثاني من المسلسل التاريخي التركي ألب أرسلان: السلجوقي العظيم بدور سفرية خاتون؛ إحدى زوجات ألب ارسلان السلطان الأعظم للدولة السلجوقية.

## أعمالها

### المسلسلات
| سنة        | عنوان                       | دور                 | ملحوظات     |
| ---------- | --------------------------- | ------------------- | ----------- |
| 2013-2014  | حريم السلطان                | عائشة هوماشاه سلطان | دور مساعد   |
| 2014       | الاغا الصغير                |                     | 2 حلقة      |
| 2014       | لا مفر من الحب              |                     | 11 حلقة     |
| 2015       | ايدامايا                    | آدا                 |             |
| 2016       | سد البحر 32 ساعة            |                     | سلسلة صغيرة |
| 2017-2018  | أنت وطني                    |                     | 3 حلقات     |
| 2018-2019  | جولبيري                     | يونغ جولبيري        | 14 حلقة     |
| 2019-2020  | منزلي                       | ياسمين              | 12 حلقة     |
| 2022       | امي العزيزة                 | أويا                | 3 حلقات     |
| 2022       | ذات أخري                    |                     | 2 حلقة      |
| 2023 -2022 | ألب أرسلان: السلجوقي العظيم | سفرية خاتون         | دور قيادي   |

### أفلام
| سنة  | عنوان                                      | دور        | ملحوظات |
| ---- | ------------------------------------------ | ---------- | ------- |
| 2006 | Küçük Kıyamet                              | طفلة صغيرة |         |
| 2017 | Yeni Başlayanlar İçin Hayatta Kalma Sanatı | إليف       |         |

## روابط خارجية
- كايرا زابجي في قاعدة بيانات الأفلام على الإنترنت
- كايرا زابجي علي إنستغرام